# Абоїн-да-Нобрега
Абойн-да-Нобрега (порт. Aboim da Nóbrega; МФА: [ɐ.bu.ˈĩ dɐ ˈnɔ.bɾɨ.gɐ]) — парафія в Португалії, у муніципалітеті Віла-Верде. Розташована в північно-західній частині країни, на теренах історичної португальської провінції Дору-Міню. Входить до складу округу Брага. За адміністративним поділом, чинним до 1976 року, терени парафії були складовою провінції Міню. Належить до Бразької архідіоцезії Католицької церкви. Патрон — Діва Марія. Площа — 12,2058 км². Населення — 987 ос. (2011). Слабо урбанізований регіон. Густота населення — 80,86 осіб/км²
. Код — 031301.

## Населення
| Кількість мешканців | Кількість мешканців | Кількість мешканців | Кількість мешканців | Кількість мешканців | Кількість мешканців | Кількість мешканців | Кількість мешканців | Кількість мешканців | Кількість мешканців | Кількість мешканців | Кількість мешканців | Кількість мешканців | Кількість мешканців | Кількість мешканців |
| ------------------- | ------------------- | ------------------- | ------------------- | ------------------- | ------------------- | ------------------- | ------------------- | ------------------- | ------------------- | ------------------- | ------------------- | ------------------- | ------------------- | ------------------- |
| 1864                | 1878                | 1890                | 1900                | 1911                | 1920                | 1930                | 1940                | 1950                | 1960                | 1970                | 1981                | 1991                | 2001                | 2011                |
| 1 081               | 1 121               | 1 016               | 1 081               | 1 106               | 1 219               | 1 406               | 1 613               | 1 513               | 1 500               | 1 332               | 1 383               | 1 306               | 1 155               | 987                 |